# Ministerie van Onderwijs, Wetenschap en Cultuur
Het ministerie van Onderwijs, Wetenschap en Cultuur is een ministerie aan de Dr. Samuel Kafiluddistraat in Paramaribo, Suriname. Onder het ministerie vallen instellingen variërend van de Stichting Schoolvoeding tot de Anton de Kom Universiteit van Suriname en de Academie voor Hoger Kunst- en Cultuuronderwijs.
Het ministerie van Onderwijs bestaat sedert 1948 in Suriname, enige tijd onder de naam ministerie van Onderwijs en Volksontwikkeling (MINOV), enige tijd onder de naam ministerie van Onderwijs en Wetenschap (MINOW).
Het ministerie werd naar eigen opgave kort na de verkiezingen van mei 2010 opgericht in de huidige vorm. Het bestaat uit de directoraten Onderwijs en Cultuur. Aanvankelijk was de naam ministerie van Onderwijs en Cultuur en in april 2015 werd "Wetenschap" aan de naam toegevoegd. Ervoor waren er dus ook al vergelijkbare ministeries, zoals voor Onderwijs, Onderwijs en Volksontwikkeling en Onderwijs en Wetenschap.